# 胡格誠
胡格誠（1532年—？），字中孚，號錦屏，河南歸德府永城縣人，民籍，明朝政治人物。

## 生平
嘉靖四十年（1561年）辛酉科河南鄉試第四十名舉人。隆慶二年（1568年）中式戊辰科會試第一百六十六名，三甲第一百七十一名進士。初授常州府推官，曾因断案与海瑞起争执，真相大白后得海瑞赞评“慷慨刚直士”。隆慶四年靖江县发生饥荒，胡格诚暂摄县事，进行赈济救灾，百姓建生祠以祭祀。擢升安庆府同知，补西安府，降调滨州判官，署长清县事，升直隶任丘知县，寻以不职论罢。

## 家族
曾祖胡憲；祖父胡珂；父胡金，儀賓。母嘉魚縣主。重庆下。弟格正、格化、格心、格治、格厚。